# Bienfait
Bienfait är en ort i Kanada.   Den ligger i provinsen Saskatchewan, i den sydöstra delen av landet, 2 100 km väster om huvudstaden Ottawa. Bienfait ligger 577 meter över havet och antalet invånare är 780.
Terrängen runt Bienfait är platt, och sluttar söderut. Trakten runt Bienfait är nära nog obefolkad, med mindre än två invånare per kvadratkilometer.. Närmaste större samhälle är Estevan, 12,2 km väster om Bienfait.
Trakten runt Bienfait består till största delen av jordbruksmark.